# Baliracq-Maumusson
Baliracq-Maumusson é uma comuna francesa na região administrativa da Nova Aquitânia, no departamento dos Pirenéus Atlânticos. Estende-se por uma área de 5,95 km². Em 2010 a comuna tinha 123 habitantes (densidade: 20,7 hab./km²).